# Gorka Izagirre
Pour les articles homonymes, voir Izagirre.
Gorka Izagirre, né le 7 octobre 1987 à Ormaiztegi, est un coureur cycliste espagnol. Il est le frère de Ion Izagirre, également coureur cycliste.

## Biographie

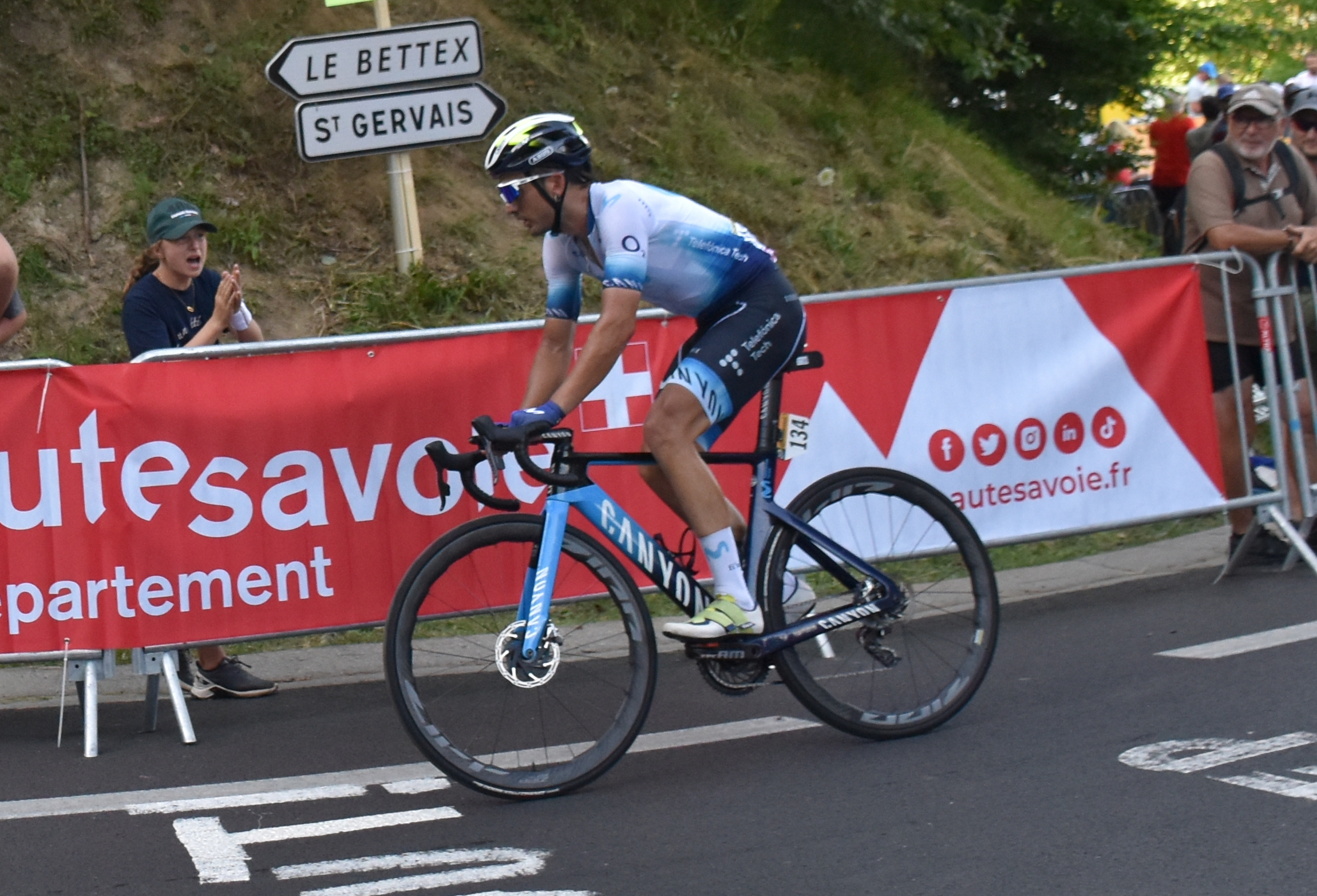
Gorka Izagirre - 15e étape du Tour de France 2023.

Gorka Izagirre est l'un des fils du double champion d'Espagne de cyclo-cross José Ramón Izagirre (es), et le frère du cycliste Ion Izagirre. Son cousin Jon Ander Insausti a lui aussi pratiqué le cyclisme en compétition.
Après avoir été stagiaire au sein de l'équipe NGC Medical-OTC Industria Porte en octobre 2008, Gorka Izagirre intègre en 2009 l'équipe continentale professionnelle Contentpolis-Ampo, dont l'activité prend fin au terme de la saison.
L'année suivante, il rejoint la formation basque Euskaltel-Euskadi. En 2009, sa meilleure performance est une 16e place sur le Tour de La Rioja. L'année suivante, il remporte la dernière étape du Tour de Luxembourg et la Classique d'Ordizia.
En 2011, il dispute le Tour de France, son premier grand tour.
En 2012, il est à nouveau vainqueur de la Classique d'Ordizia.
Lors du Tour de France 2013, il est non-partant lors de la 17e étape après deux jours de fièvre. À la fin de l'année 2013, l'équipe Euskaltel-Euskadi disparaît. Gorka Izagirre, ainsi que son frère Ion, est recruté par l'équipe Movistar.
En début d'année 2014, il est douzième de Paris-Nice. Au printemps, il est deuxième de la Klasika Primavera, puis participe au Tour d'Italie en tant qu'équipier de Nairo Quintana, vainqueur de la course. En juillet, il gagne pour la troisième fois la Classique d'Ordizia. Le mois suivant, il prend le départ du Tour d'Espagne, en tant qu'équipier d'Alejandro Valverde et Nairo Quintana. Avec ses coéquipiers, il gagne la première étape, un contre-la-montre par équipes. Initialement présélectionné pour le contre-la-montre et la course en ligne des championnats du monde 2014, il est absent de la sélection finale.
En 2015, Gorka Izagirre commence sa saison au Tour Down Under, dont il prend la huitième place. Au mois de septembre il prolonge son contrat avec la formation Movistar.
Il remporte sa première victoire sur un grand tour lors de la 8e étape du Tour d'Italie 2017. Au mois d'août la presse spécialisée annonce que le coureur espagnol quitte la formation Movistar d'Alejandro Valverde et s'engage pour 2018 avec l'équipe Bahrain-Merida.
Au deuxième semestre 2019, il se classe quatrième de la Classique de Saint-Sébastien.
En août 2020, il se classe troisième du championnat d'Espagne du contre-la-montre.
Sélectionné pour le Tour de France 2022, Izagirre est non-partant de la dernière étape pour pouvoir rentrer chez lui et participer à la Classique d'Ordizia qui se déroule le lendemain.
Gorka Izagirre signe un contrat pour 2024 avec l'équipe française Cofidis où il retrouve son frère Ion.

## Palmarès sur route et classements mondiaux

### Palmarès amateur
- 2006
  - 3e de l'Antzuola Saria
- 2007
  - Premio Ayuntamiento de Sopelana
  - 3e étape du Tour de la Bidassoa
  - 2e du Gran Premio San José
  - 2e du Premio Primavera
  - 2e du Mémorial Sabin Foruria
  - 2e de la Subida a Altzo
- 2008
  - Gran Premio Segura
  - Gran Premio San Juan
  - Gran Premio Lerín
  - Gran Premio Ricardo Otxoa
  - Mémorial Avelino Camacho
  - 2e de la Santikutz Klasika
  - 3e du Tour de la communauté de Madrid espoirs
  - 3e de la Prueba Loinaz

### Palmarès professionnel
| - 2010 - 4e étape du Tour de Luxembourg - Classique d'Ordizia - 2011 - 2e du Trofeo Deià - 2012 - Classique d'Ordizia - 2013 - 7e du Tour Down Under - 2014 - Classique d'Ordizia - 1re étape du Tour d'Espagne (contre-la-montre par équipes) - 2e de la Klasika Primavera - 2015 - 2e du championnat d'Espagne du contre-la-montre - 8e du Tour Down Under - 9e de Paris-Nice - 2016 - 2e de la Klasika Primavera - 2017 - Klasika Primavera - 8e étape du Tour d'Italie - 4e de Paris-Nice | - 2018 - Champion d'Espagne sur route - 2e du championnat d'Espagne du contre-la-montre - 3e du Tour d'Oman - 3e de Paris-Nice - 7e du Tour Down Under - 2019 - Classement général du Tour de La Provence - 1re étape du Tour d'Espagne (contre-la-montre par équipes) - 3e du championnat d'Espagne du contre-la-montre - 4e de la Classique de Saint-Sébastien - 9e du championnat du monde sur route - 2020 - Gran Trittico Lombardo - 2e du championnat d'Espagne sur route - 3e du championnat d'Espagne du contre-la-montre - 2023 - 9e du Tour Down Under |  |

### Résultat sur les grands tours

#### Tour de France
10 participations
- 2011 : 66e
- 2012 : 39e
- 2013 : non-partant (17e étape)
- 2015 : 32e
- 2016 : abandon (17e étape)
- 2018 : 24e
- 2019 : 42e
- 2020 : 22e
- 2022 : non-partant (21e étape)
- 2023 : 37e

#### Tour d'Italie
3 participations
- 2014 : 83e
- 2017 : 28e, vainqueur de la 8e étape
- 2021 : 19e

#### Tour d'Espagne
5 participations
- 2014 : 37e, vainqueur de la 1re étape (contre-la-montre par équipes)
- 2018 : 29e
- 2019 : 53e, vainqueur de la 1re étape (contre-la-montre par équipes)
- 2020 : 19e
- 2021 : 27e

### Classements mondiaux
| Année                                 | 2012 | 2013 | 2014 | 2015 | 2016 | 2017 | 2018 | 2019 | 2020 | 2021 | 2022 | 2023 | 2024  |
| ------------------------------------- | ---- | ---- | ---- | ---- | ---- | ---- | ---- | ---- | ---- | ---- | ---- | ---- | ----- |
| UCI World Tour                        | 168e | 100e | 219e | 95e  | 220e | 81e  | 58e  |      |      |      |      |      |       |
| Classement mondial                    |      |      |      |      | 174e | 92e  | 67e  | 105e | 82e  | 453e | 618e | 321e | 2486e |
| UCI Europe Tour                       |      |      |      |      | 325e | 245e | 356e | 87e  | 68e  | 372e | 478e | nc   | nc    |
| UCI Asia Tour                         |      |      |      |      | 96e  | nc   | 53e  |      |      |      |      |      |       |
|                                       |      |      |      |      |      |      |      |      |      |      |      |      |       |
| Légende : nc = non classéSource : UCI |      |      |      |      |      |      |      |      |      |      |      |      |       |

## Palmarès en cyclo-cross
- 2002-2003
  -  Champion d'Espagne de cyclo-cross débutants
- 2007-2008
  - 3e du championnat d'Espagne de cyclo-cross espoirs
- 2019-2020
  - Abadiñoko Udala Saria, Abadiano
  - 3e du championnat d'Espagne de cyclo-cross
- 2021-2022
  - Abadiñoko Udala Saria, Abadiano